# Хотунок (станция)
Хотуно́к — железнодорожная станция Северо-Кавказской железной дороги на линии Каменоломни — Кизитеринка. Находится в городе Новочеркасске в микрорайоне Хотунок. Недалеко находится река Тузлов.

## Современность
На станции находится 8 путей. Со станции уходит ветка на Новочеркасскую ГРЭС.
Станция Хотунок по типу является грузовой. Осуществляет выдачу и приём грузов как мелкими, так и повагонными отправками с открытых и закрытых складов с мест не общего пользования и другие операции. Возможна перевозка грузов в среднетоннажных и крупнотоннажных контейнерах. Также ведется прием/отправка грузов местных предприятий.
Через станцию Хотунок ходят электропоезда пригородного сообщения до остановочных пунктов: Каменоломни, Ростов-Главный, Лихая, Чертково. Железнодорожные билеты поступают сюда за 45 дней до отправления. Билеты можно приобрести в кассах вокзала. Недалеко от станции Хотунок находится элеватор. Откуда осуществлялась отправка зерна. В нынешнее время элеватор не работает.
В начале 2019 года произведен капитальный ремонт зданий станции.

## Коммерческие операции
- Прием и выдача повагонных отправок грузов, допускаемых к хранению на открытых площадках станций.
- Прием и выдача грузов повагонными и мелкими отправками, загружаемых целыми вагонами, только на подъездных путях и местах необщего пользования.
- Прием и выдача грузов в универсальных контейнерах транспорта массой брутто 3 и 5 т на станциях.
- Прием и выдача грузов в универсальных контейнерах транспорта массой брутто 20 т на станциях.[4]

## Интересные факты
19 августа 1981 года на территории станции совершил побег известный советский серийный и массовый убийца Анатолий Нагиев. Вскоре после случившегося был арестован и расстрелян.